# Kurt Frick
Kurt Frick (ur. 16 listopada 1884 w Królewcu, zm. 17 lipca 1963 w Bad Reichenhall) – niemiecki architekt i wykładowca akademicki.

## Życiorys

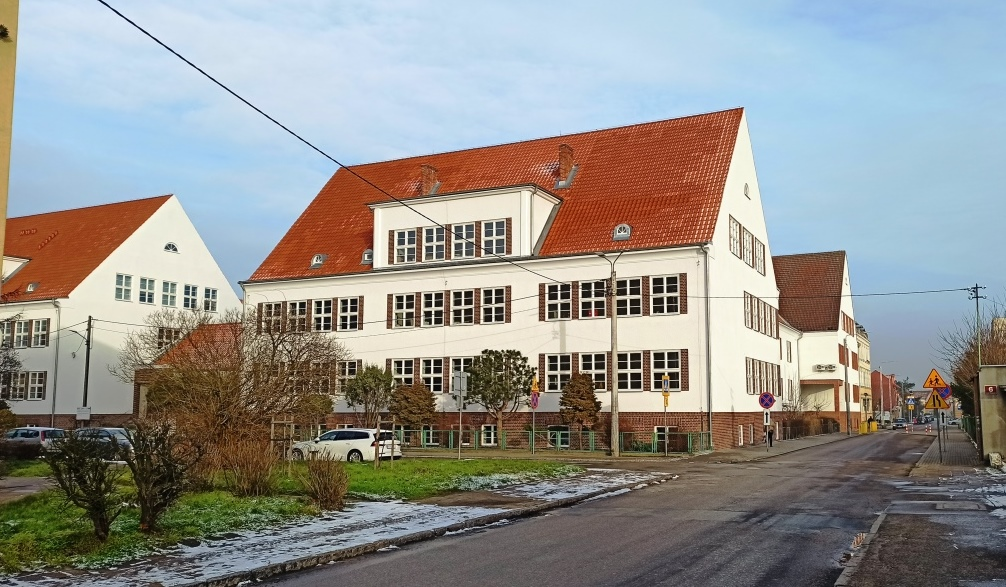
Wybudowane w latach 1926–27 budynki szkoły żeńskiej w Braniewie projektu Kurta Fricka

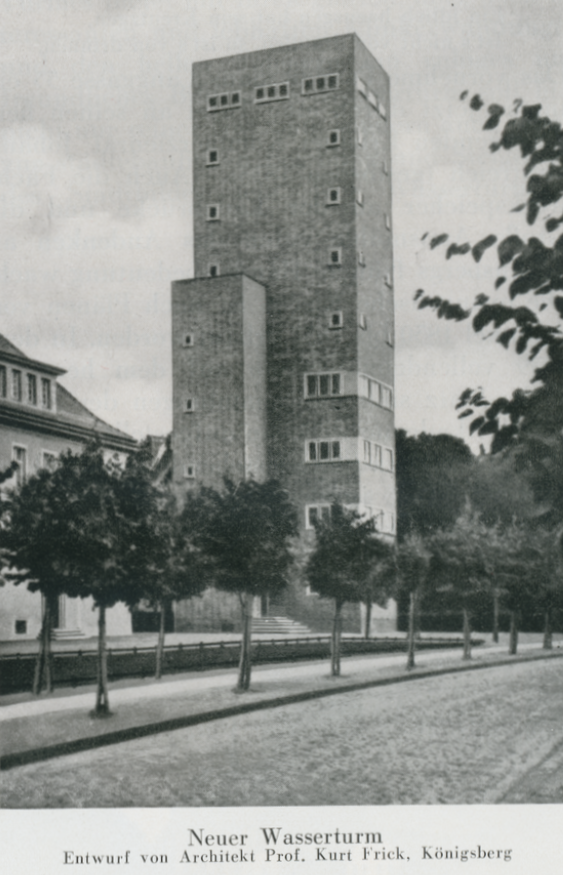
30-metrowa modernistyczna wieża ciśnień ze schroniskiem, zaprojektowana przez Kurta Fricka, Braniewo

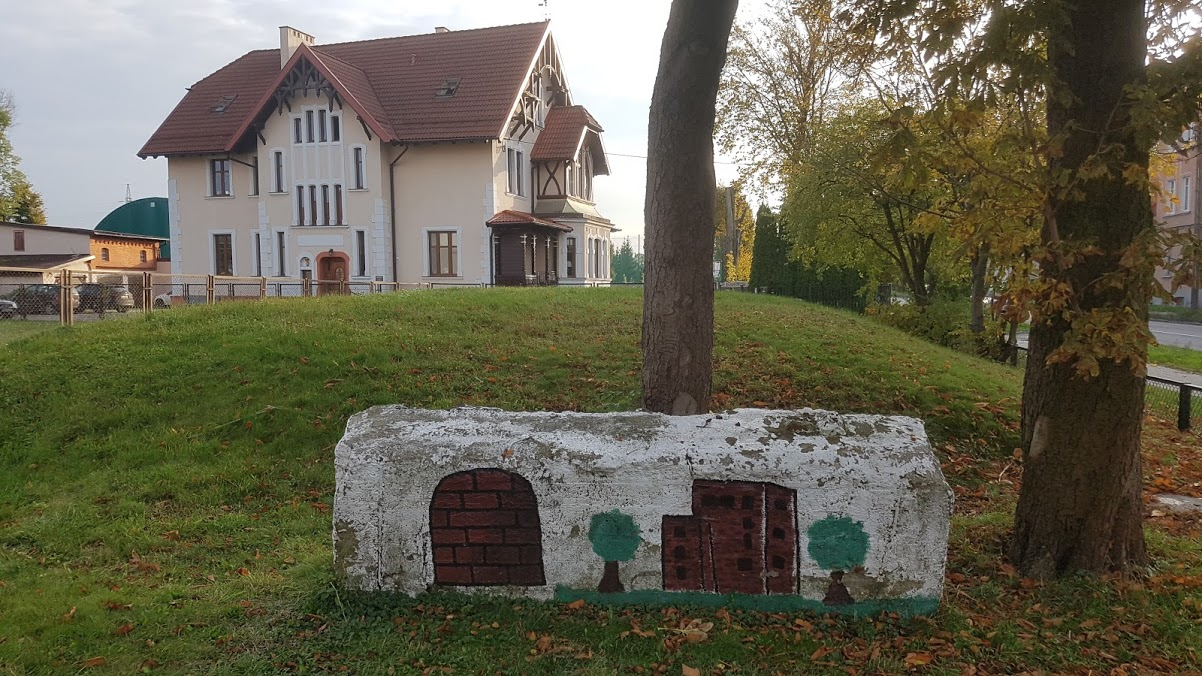
...pozostałość po wieży wodnej współcześnie (ul. Sikorskiego)

Rodzina Fricków pochodziła ze Wschodniej Fryzji, ale w XVII wieku wyemigrowała do Prus Wschodnich. Rodzice Kurta Fricka nie byli zamożni, Kurt uczęszczał w Królewcu do Realschule i po obyciu praktyki murarskiej, zdał egzamin na czeladnika w tym zawodzie. W tym samym roku Frick rozpoczął studia w Królewcu w Baugewerkschule – uczelni specjalizującej się w kształceniu architektów i pracowników budowlanych. Następnie został przyjęty do biura projektowego znanego architekta w Berlinie – Hermanna Muthesiusa.
Kurt Frick w latach 1908–1909 odbył służbę wojskową jako tzw. roczny wolontariusz w pułku artyleryjskim w Królewcu. Za wstawiennictwem swojego pracodawcy, Muthesiusa, Frick został zwolniony ze służby wojskowej. Od 1912 roku pracował jako samodzielny architekt w Dreźnie. Przełomem w jego karierze zawodowej było powołanie na architekta okręgowego z zadaniem odbudowy po zniszczeniach po I wojnie światowej miejscowości Stallupönen, Eydtkuhnen und Schirwindt.
W 1919 Kurt Frick osiedlił się w Królewcu, pracując dalej jako architekt. W 1931 roku został członkiem Kampfbund der deutschen Architekten und Ingenieure. Po przejęciu władzy przez narodowych socjalistów, w grudniu 1933 został szefem wschodnio-pruskiego urzędu państwowego Cesarskiej Izby Sztuk Pięknych. Był tam odpowiedzialny za projekty państwowe w całych Prusach Wschodnich. W październiku tego samego roku Frick objął kierownictwo państwowej pracowni sztuk pięknych w Akademii Sztuk Pięknych w Królewcu i został mianowany profesorem.
Jego pracownia projektowa została zamknięta w 1943 z powodu toczącej się wojny. W sierpniu 1944, w końcowej fazie II wojny światowej, jego nazwisko znalazło się na sporządzonej przez Josepha Goebbelsa i Adolfa Hitlera Liście obdarzonych łaską Bożą (Gottbegnadeten-Liste), tj. liście ludzi szczególnie ważnych dla kultury III Rzeszy, którzy byli wyłączeni spod obowiązku mobilizacyjnego. W styczniu 1945 Kurt Frick opuszcza Królewiec w obliczu zbliżającego się frontu Armii Czerwonej i osiedla się w Bawarii w Bad Reichenhall, gdzie w 1946 znajduje pracę w swoim zawodzie. Jego syn, Eckart, został również architektem.

## Wybrane projekty w Prusach Wschodnich
- Kościół Chrystusa w dzielnicy Królewca Rathshof (1937)
- Budynek Generalnej Dyrekcji Krajobrazu Prus Wschodnich
- Siedziba Landesbanku Prus Wschodnich
- Schronisko młodzieżowe w Malborku
- Wioska rybacka Neu Wangenkrug w pobliżu Neukuhren, 1921–1923
- Budynek fabryczny fabryki wyrobów z drewna, Królewiec, 1922
- Osiedle mieszkaniowe w Morągu, 1925
- Budynek Dyrekcji Policji w Tylży, około 1929
- Budynek biurowo-handlowy z kinem „Alhambra” na Steindamm w Królewcu (kino projektował Hans Manteuffel)
- Ratusze w Labiau i Szczytnie
- Okręgowe kasy oszczędnościowe w Labiau i Morągu
- 30-metrowa prostopadłościenna wieża ciśnień ze schroniskiem młodzieżowym na dwóch poziomach w Braniewie, 1931[4][5]
- Budynki ewangelickiej i katolickiej szkoły żeńskiej w Braniewie, 1926–1927[6]